# Canton de Châlons-en-Champagne-3
Le canton de Châlons-en-Champagne-3 est une circonscription électorale française située dans le département de la Marne et la région Grand Est.

## Géographie
Ce canton est organisé autour de Châlons-en-Champagne dans les arrondissements de Châlons-en-Champagne, Épernay et Vitry-le-François. Son altitude varie de 79 m (Châlons-en-Champagne) à 230 m (Soudé).

## Histoire
Le canton de Châlons-sur-Marne-III est créé par décret du 13 juillet 1973 scindant en trois le canton de Châlons-sur-Marne.
En 1995, la commune de Châlons-sur-Marne est renommée en « Châlons-en-Champagne ».
Par décret du 21 février 2014, le nombre de cantons du département est divisé par deux, avec mise en application aux élections départementales de mars 2015. Le canton de Châlons-en-Champagne-3 est conservé et voit ses limites territoriales remaniées.

## Représentation

### Représentation avant 2015
| Période | Période | Identité            | Étiquette | Qualité |
| ------- | ------- | ------------------- | --------- | --- |
| 1973    | 1994    | Jean Reyssier       | PCF       | Cheminot, employé de bureau Maire de Châlons-en-Champagne (1977 → 1995) Député (1986-1988) Ancien conseiller général du Canton de Châlons-sur-Marne (1964-1973) |
| 1994    | 2008    | Bernard Barberousse | PCF       | Professeur Maire-adjoint de Châlons-en-Champagne ( 1977 → 1995)                                                                                                 |
| 2008    | 2015    | Alain Biaux         | Les Verts | Retraité de l'enseignement Maire de Fagnières (2001 → 2020) |

### Représentation après 2015
| Période élective | Période élective | Mandat | Mandat   | Identité              | Nuance | Nuance | Qualité |
| ---------------- | ---------------- | ------ | -------- | --------------------- | ------ | ------ | --- |
| 2015             | 2021             | 2015   | 2021     | Frédérique Schulthess |        | UDI    | Assistante sociale, adjointe au maire de Châlons-en-Champagne Vice-Présidente du Conseil départemental (tourisme) |
| 2015             | 2021             | 2015   | 2021     | Julien Valentin       |        | LR     | Agriculteur, Conseiller municipal puis maire (2020 → ) de Dampierre-sur-Moivre Président de la Communauté de communes de la Moivre à la Coole (2020 → ) Vice-Président du Conseil départemental (Aménagement numérique - Affaires scolaires (fonctionnement)) |
| 2021             | 2028             | 2021   | en cours | Frédérique Schulthess |        | UDI    | Conseillère sortante 4ème vice-présidente chargée de la Culture |
| 2021             | 2028             | 2021   | en cours | Julien Valentin       |        | LR     | Conseiller sortant 7ème vice-président chargé de l'Éducation |

### Résultats détaillés

#### Élections de mars 2015
À l'issue du 1er tour des élections départementales de 2015, deux binômes sont en ballottage : Frédérique Schulthess et Julien Valentin (Union de la Droite, 40,91 %) et Valérie Barrois et Pascal Erre (FN, 36,15 %). Le taux de participation est de 51,15 % (8 604 votants sur 16 821 inscrits) contre 48,93 % au niveau départemental et 50,17 % au niveau national.
Au second tour, Frédérique Schulthess et Julien Valentin (Union de la Droite) sont élus avec 61,25 % des suffrages exprimés et un taux de participation de 51,55 % (4 788 voix pour 8 670 votants et 16 820 inscrits).

#### Élections de juin 2021
Le premier tour des élections départementales de 2021 est marqué par un très faible taux de participation (33,26 % au niveau national). Dans le canton de Châlons-en-Champagne-3, ce taux de participation est de 31,94 % (5 301 votants sur 16 599 inscrits) contre 28,76 % au niveau départemental. À l'issue de ce premier tour, deux binômes sont en ballottage : Frédérique Schulthess et Julien Valentin (Union au centre et à droite, 55,01 %) et Nathalie Buzot et Xavier Godwin (RN, 27,93 %).
Le second tour des élections est marqué une nouvelle fois par une abstention massive équivalente au premier tour. Les taux de participation sont de 34,36 % au niveau national, 29,32 % dans le département et 32,6 % dans le canton de Châlons-en-Champagne-3. Frédérique Schulthess et Julien Valentin (Union au centre et à droite) sont élus avec 70,75 % des suffrages exprimés (3 543 voix pour 5 412 votants et 16 602 inscrits),,. 

## Composition

### Composition de 1973 à 2015

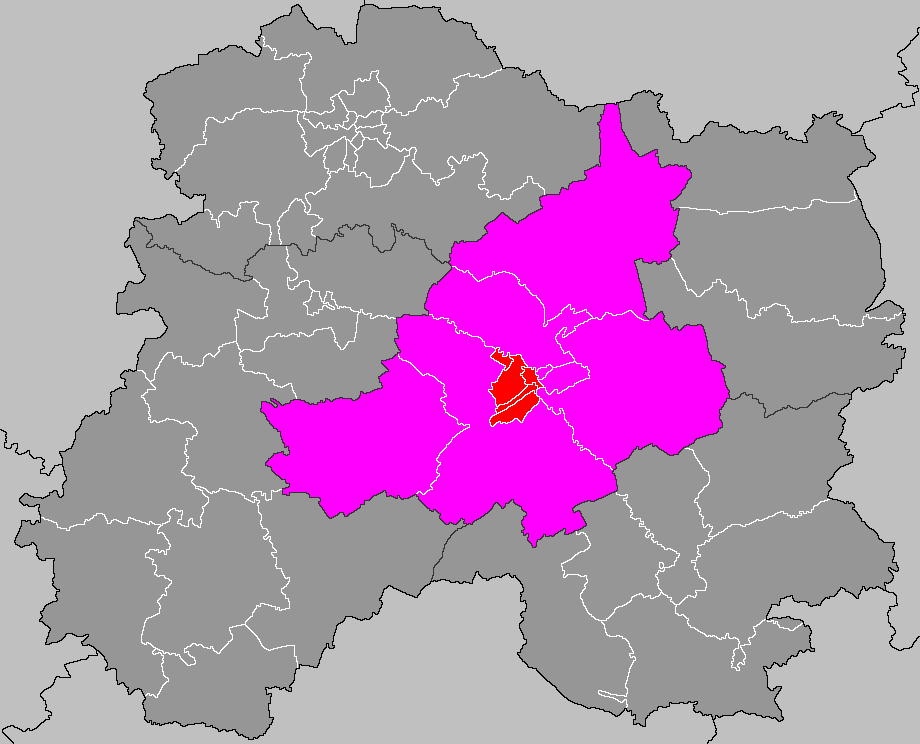
Situation du canton de Châlons-en-Champagne-3 dans le département de la Marne de 1973 à 2015.

Lors de sa création, le canton de Châlons-sur-Marne-III est composé de :
- les communes de Compertrix, Coolus, Fagnières et Saint-Gibrien ;
- la portion de territoire de la ville de Châlons-sur-Marne non incluse dans les cantons de Châlons-sur-Marne-I et de Châlons-sur-Marne-II.

### Composition depuis 2015
Le canton comprend 41 communes entières et la fraction de Châlons-en-Champagne non comprise dans les cantons de Châlons-en-Champagne-1 et Châlons-en-Champagne-2.
| Nom                                          | Code Insee | Intercommunalité           | Superficie (km2) | Population (dernière pop. légale)               | Densité (hab./km2) | Modifier                                    |
| -------------------------------------------- | ---------- | -------------------------- | ---------------- | ----------------------------------------------- | ------------------ | ------------------------------------------- |
| Châlons-en-Champagne (bureau centralisateur) | 51108      | CA de Châlons-en-Champagne | 26,05            | Fraction : 6 548 (2022) Commune : 43 218 (2022) | 1 659              | modifier les données · modifier les données |
| Breuvery-sur-Coole                           | 51087      | CC de la Moivre à la Coole | 10,06            | 210 (2022)                                      | 21                 | modifier les données · modifier les données |
| Bussy-Lettrée                                | 51099      | CA de Châlons-en-Champagne | 33,48            | 315 (2022)                                      | 9,4                | modifier les données · modifier les données |
| Cernon                                       | 51106      | CC de la Moivre à la Coole | 16,10            | 126 (2022)                                      | 7,8                | modifier les données · modifier les données |
| Cheniers                                     | 51146      | CA de Châlons-en-Champagne | 15,58            | 120 (2022)                                      | 7,7                | modifier les données · modifier les données |
| Cheppes-la-Prairie                           | 51148      | CC de la Moivre à la Coole | 20,02            | 141 (2022)                                      | 7,0                | modifier les données · modifier les données |
| Chepy                                        | 51149      | CC de la Moivre à la Coole | 8,68             | 456 (2022)                                      | 53                 | modifier les données · modifier les données |
| Coupetz                                      | 51178      | CC de la Moivre à la Coole | 10,65            | 84 (2022)                                       | 7,9                | modifier les données · modifier les données |
| Coupéville                                   | 51179      | CC de la Moivre à la Coole | 30,42            | 168 (2022)                                      | 5,5                | modifier les données · modifier les données |
| Dampierre-sur-Moivre                         | 51208      | CC de la Moivre à la Coole | 11,55            | 110 (2022)                                      | 9,5                | modifier les données · modifier les données |
| Dommartin-Lettrée                            | 51212      | CA de Châlons-en-Champagne | 32,67            | 163 (2022)                                      | 5,0                | modifier les données · modifier les données |
| Écury-sur-Coole                              | 51227      | CC de la Moivre à la Coole | 18,30            | 491 (2022)                                      | 27                 | modifier les données · modifier les données |
| L'Épine                                      | 51231      | CA de Châlons-en-Champagne | 30,51            | 676 (2022)                                      | 22                 | modifier les données · modifier les données |
| Faux-Vésigneul                               | 51244      | CC de la Moivre à la Coole | 39,42            | 239 (2022)                                      | 6,1                | modifier les données · modifier les données |
| Francheville                                 | 51259      | CC de la Moivre à la Coole | 9,43             | 192 (2022)                                      | 20                 | modifier les données · modifier les données |
| Le Fresne                                    | 51260      | CC de la Moivre à la Coole | 17,71            | 75 (2022)                                       | 4,2                | modifier les données · modifier les données |
| Haussimont                                   | 51285      | CA de Châlons-en-Champagne | 17,63            | 139 (2022)                                      | 7,9                | modifier les données · modifier les données |
| Lenharrée                                    | 51319      | CA de Châlons-en-Champagne | 17,75            | 109 (2022)                                      | 6,1                | modifier les données · modifier les données |
| Mairy-sur-Marne                              | 51339      | CC de la Moivre à la Coole | 20,78            | 565 (2022)                                      | 27                 | modifier les données · modifier les données |
| Marson                                       | 51354      | CC de la Moivre à la Coole | 30,76            | 278 (2022)                                      | 9,0                | modifier les données · modifier les données |
| Moivre                                       | 51371      | CC de la Moivre à la Coole | 21,84            | 54 (2022)                                       | 2,5                | modifier les données · modifier les données |
| Moncetz-Longevas                             | 51372      | CA de Châlons-en-Champagne | 7,24             | 569 (2022)                                      | 79                 | modifier les données · modifier les données |
| Montépreux                                   | 51377      | CA de Châlons-en-Champagne | 15,41            | 46 (2022)                                       | 3,0                | modifier les données · modifier les données |
| Nuisement-sur-Coole                          | 51409      | CC de la Moivre à la Coole | 15,13            | 385 (2022)                                      | 25                 | modifier les données · modifier les données |
| Omey                                         | 51415      | CC de la Moivre à la Coole | 3,94             | 201 (2022)                                      | 51                 | modifier les données · modifier les données |
| Pogny                                        | 51436      | CC de la Moivre à la Coole | 14,05            | 906 (2022)                                      | 64                 | modifier les données · modifier les données |
| Saint-Étienne-au-Temple                      | 51476      | CA de Châlons-en-Champagne | 11,94            | 786 (2022)                                      | 66                 | modifier les données · modifier les données |
| Saint-Germain-la-Ville                       | 51482      | CC de la Moivre à la Coole | 11,74            | 669 (2022)                                      | 57                 | modifier les données · modifier les données |
| Saint-Jean-sur-Moivre                        | 51490      | CC de la Moivre à la Coole | 15,07            | 200 (2022)                                      | 13                 | modifier les données · modifier les données |
| Saint-Martin-aux-Champs                      | 51502      | CC de la Moivre à la Coole | 7,20             | 106 (2022)                                      | 15                 | modifier les données · modifier les données |
| Saint-Memmie                                 | 51506      | CA de Châlons-en-Champagne | 12,64            | 5 439 (2022)                                    | 430                | modifier les données · modifier les données |
| Saint-Quentin-sur-Coole                      | 51512      | CC de la Moivre à la Coole | 8,79             | 104 (2022)                                      | 12                 | modifier les données · modifier les données |
| Sarry                                        | 51525      | CA de Châlons-en-Champagne | 20,01            | 2 028 (2022)                                    | 101                | modifier les données · modifier les données |
| Sogny-aux-Moulins                            | 51538      | CC de la Moivre à la Coole | 6,69             | 110 (2022)                                      | 16                 | modifier les données · modifier les données |
| Sommesous                                    | 51545      | CA de Châlons-en-Champagne | 37,04            | 474 (2022)                                      | 13                 | modifier les données · modifier les données |
| Soudé                                        | 51555      | CA de Châlons-en-Champagne | 31,94            | 152 (2022)                                      | 4,8                | modifier les données · modifier les données |
| Soudron                                      | 51556      | CA de Châlons-en-Champagne | 43,02            | 299 (2022)                                      | 7,0                | modifier les données · modifier les données |
| Togny-aux-Bœufs                              | 51574      | CC de la Moivre à la Coole | 9,98             | 138 (2022)                                      | 14                 | modifier les données · modifier les données |
| Vassimont-et-Chapelaine                      | 51594      | CA de Châlons-en-Champagne | 21,73            | 62 (2022)                                       | 2,9                | modifier les données · modifier les données |
| Vatry                                        | 51595      | CA de Châlons-en-Champagne | 8,39             | 146 (2022)                                      | 17                 | modifier les données · modifier les données |
| Vésigneul-sur-Marne                          | 51616      | CC de la Moivre à la Coole | 7,86             | 236 (2022)                                      | 30                 | modifier les données · modifier les données |
| Vitry-la-Ville                               | 51648      | CC de la Moivre à la Coole | 9,24             | 368 (2022)                                      | 40                 | modifier les données · modifier les données |
| Canton de Châlons-en-Champagne-3             | 5105       |                            |                  | 24 683 (2022)                                   |                    | modifier les données                        |

## Démographie

### Démographie avant 2015
| 1999   | 2006   | 2011   | 2012   |
| ------ | ------ | ------ | ------ |
| 17 796 | 17 157 | 16 468 | 16 574 |

### Démographie depuis 2015
En 2022, le canton comptait 24 683 habitants, en évolution de −3,17 % par rapport à 2016 (Marne : −1,19 %, France hors Mayotte : +2,11 %).
| 2013   | 2018   | 2022   |
| ------ | ------ | ------ |
| 25 605 | 25 132 | 24 683 |